# Edwin Carewe
Pour les articles homonymes, voir Carewe.
Edwin Carewe est un réalisateur, acteur, producteur et scénariste américain né le 5 mars 1883 à Gainesville, Texas (États-Unis), mort le 22 janvier 1940 à Hollywood (Californie).

## Filmographie

### Comme réalisateur
- 1914 : Across the Pacific
- 1915 : The Cowboy and the Lady
- 1915 : Cora
- 1915 : Marse Covington
- 1915 : Destiny: Or, The Soul of a Woman
- 1915 : Le Jugement final (The Final Judgment)
- 1915 : The House of Tears
- 1916 : The Upstart
- 1916 : Her Great Price
- 1916 : The Snowbird
- 1916 : God's Half Acre
- 1916 : The Dawn of Love
- 1916 : The Sunbeam
- 1917 : The Barricade
- 1917 : L'Auberge du Signe-du-Loup (Her Fighting Chance)
- 1917 : The Greatest Power
- 1917 : The Trail of the Shadow
- 1917 : Their Compact (en)
- 1917 : The Voice of Conscience
- 1918 : The Splendid Sinner
- 1918 : The Trail to Yesterday
- 1918 : The House of Gold
- 1918 : Pals First
- 1918 : Liberty Bond Jimmy
- 1919 : Shadows of Suspicion
- 1919 : La Rançon de l'or (The Way of the Strong)
- 1919 : False Evidence
- 1919 : L'Express 330 (Easy to Make Money)
- 1919 : Le Droit de mentir (The Right to Lie)
- 1920 : Le Voile du mensonge (The Web of Deceit)
- 1920 : Rio Grande
- 1920 : Isobel or The Trail's End
- 1921 : My Lady's Latchkey
- 1921 : Habit
- 1921 : Deux amours (Playthings of Destiny)
- 1921 : Une affaire mystérieuse (The Invisible Fear)
- 1921 : Le Séducteur (en) (Her Mad Bargain)
- 1922 : A Question of Honor
- 1922 : Le Foyer qui s'éteint (Silver Wings)
- 1922 : I Am the Law
- 1923 : Mighty Lak' a Rose
- 1923 : The Girl of the Golden West
- 1923 : The Bad Man
- 1924 : A Son of the Sahara
- 1924 : Madonna of the Streets
- 1925 : L'Heure du danger (My Son)
- 1925 : The Lady Who Lied
- 1925 : Why Women Love (en)
- 1925 : Le Nouveau Dieu (Joanna)
- 1926 : High Steppers
- 1926 : Pals First
- 1927 : Resurrection (1re version)
- 1928 : Ramona
- 1928 : Vengeance (Revenge)
- 1929 : Evangeline
- 1931 : Resurrection (2e version)
- 1934 : Are We Civilized?

### Comme acteur
- 1912 : A Girl's Bravery : John
- 1912 : The Moonshiner's Daughter : Harold Noyes
- 1912 : Gentleman Joe : Gentleman Joe
- 1912 : The Water Rats
- 1913 : Love's Justice
- 1913 : It Might Have Been : Manning Mulroy
- 1913 : The Mexican Spy : The Mexican Spy
- 1913 : On the Threshold : Dick Cartridge
- 1913 : Private Smith
- 1913 : The Miser de Burton L. King
- 1913 : Down on the Rio Grande
- 1913 : The Regeneration of Nancy
- 1913 : The Supreme Sacrifice
- 1913 : The First Prize
- 1913 : The Soul of a Rose
- 1913 : Dolores' Decision
- 1913 : The Moonshiner's Wife
- 1913 : Women of the Desert
- 1913 : A Florida Romance
- 1913 : In the Harem of Haschem
- 1913 : A Mock Marriage
- 1913 : Kidnapping Father : Père
- 1913 : The Great Pearl
- 1913 : The Wine of Madness
- 1913 : From Ignorance to Light
- 1913 : Her Husband's Picture : Bruce
- 1913 : On Her Wedding Day
- 1913 : The Call of the Heart
- 1913 : Into the Light : Dave
- 1913 : His Conscience : Robert
- 1914 : The Three of Us : Steve Towney
- 1914 : Retribution (it) : le banquier
- 1915 : Cora
- 1916 : The Snowbird : Jean Corteau

### Comme producteur
- 1920 : Le Voile du mensonge (The Web of Deceit)
- 1920 : Isobel or The Trail's End
- 1922 : I Am the Law
- 1923 : Mighty Lak' a Rose
- 1923 : The Girl of the Golden West
- 1923 : The Bad Man
- 1924 : A Son of the Sahara
- 1924 : Madonna of the Streets
- 1925 : L'Heure du danger (My Son)
- 1925 : The Lady Who Lied
- 1925 : Why Women Love
- 1925 : Le Nouveau Dieu (Joanna)
- 1926 : High Steppers
- 1926 : Pals First
- 1927 : Resurrection
- 1928 : Vengeance (Revenge)
- 1929 : Evangeline
- 1934 : Are We Civilized?

### Comme scénariste
- 1927 : Resurrection